# Kiparski ansambl Constantina Brâncușija iz Târgu Jiua
Kiparski ansambl u Târgu Jiu čine tri skulpture: beskrajni stup (Coloana Infinitului), vrata poljupca (Poarta sărutului) i stol tišine (Masa tăcerii), koje su posvećene rumunjskim herojima 1. svjetskog rata u gradu Târgu Jiu. Skulpture su raspoređene na pravcu koji se pruža 1.3 km od zapada prema istoku. Spomenik je dio šireg kompleksa parka povezanog uskom Avenijom heroja, koju u središnjem dijelu prekida ranije izgrađena Crkva svetih apostola Petra i Pavla. 
Spomenik je od 1937. do 1938. godine u svom rodnom kraju izradio Constantin Brâncuși (1876.–1957.) , jedan od najutjecajnijih kipara na početku 20. st., koji je u to vrijeme živio u Parizu. Skulpture su podignute u spomen na poginule koji su 1916. god. branili grad od vojske Centralnih sila tijekom Prvog svjetskog rata. Constantin Brâncuși je odbio primiti naknadu za izradu ovog kiparskog djela. 
Dugo vremena bio je izložen propadanju (naginjanja, pucanja, korozije metala i nestabilnost temelja). Između 1998. i 2000. godine je restauriran. God. 2004. ovaj kompleks je upisan na UNESCO-v popis mjesta svjetske baštine u Europi kao „izvanredan spoj apstraktne skulpture, pejzažne arhitekture, inženjerstva i urbanističkog planiranja koji nadilazi lokalnu ratnu epizodu i nudi originalnu viziju ljudskog stanja”. Brâncușijev monumentalni ansambl Târgu Jiua kreativno je remek-djelo monumentalne umjetnosti 20. stoljeća koje je odigralo ključnu ulogu u širenju umjetnosti specifične za mjesto, instalacija, krajobrazne i javne umjetnosti .

## Odlike

### Beskrajni stup
Beskrajni stup simbolizira koncept beskonačnosti i beskonačne žrtve rumunjskih branitelja. Izrađen je na betonskom temelju u obliku naopake piramide kvadratne osnove od 4.5 i dubine 5 m. Kvadratna cijev koja formira metalno jezgro zapravo je keson napravljen od četiri kutna čelična profila s jednakim krilima, postavljena tako da formiraju kvadrat sa stranicama od 42 cm, sastavljene od tri dijela duljine 8.93 m, 10 m i 9.4 m. (ukupne visine od 29.3 m). Jezgro je prekriveno sa 17 romboidnih modula od ljevenog željeza, od kojih je 15 visine 180 cm, a  bazni i završni moduli su presječeni, tako da su visoki 136 cm. Nepotpuni krajnji moduli izražavaju koncept kontinuiteta, tj. beskonačnosti. 
U Madridu, na Plaza de Castilla, arhitekt Santiago Calatrava podigao je obelisk napravljen od čelika i bronce, visok 120 m. Priznao je da ga je inspiriralo djelo Beskrajini stup iz Târgu Jiua.

### Vrata poljupca
Vrata poljupca, smještena na uličici na ulazu u gradski park, su oblika trilitona (monumentalni megalitski oblik) isklesanog od poroznog kamena (travertin) iz obližnjih kamenoloma. Sastoji od dva paralelopipedna stuba koji nose arhitrav dimenzija većih od stubova. Ukupne dimenzije su: 6.45 m (širina) x 5.13 m (visina) x 1.69 m (dubina).
Vrata poljupca predstavljaju ulaz u zagrobni život, a motiv poljupca koji je prisutan na stubovima mogao bi se protumačiti i kao oči koje gledaju prema unutra.

### Stol tišine
Stol tišine autor je radio u dva navrata, kombiniranjem više varijanti. Noga stola je ploča prve verzije (200 x 45 cm) na kojoj je nova ploča (215 × 45 cm) čime je osigurao novu unutrašnju proporciju i monumentalnost. Stolice, njih 12, napravljene su od banpotokskog kamena, a u obliku su pješčanog sata i postavljene na jednakim udaljenostima od stola i jedna od druge, naglašavajući imaginarno prisustvo kruga vremena.
Stol tišine simbolično predstavlja vrijeme kontemplacije prije bitke. Vrijeme je raspoređeno u stolicama/pješčanim satovima koji ga mjere. Sve se odvija u tišini.

## Vanjske poveznice
|  | Zajednički poslužitelj ima još gradiva o temi Kiparski ansambl Constantina Brâncușija iz Târgu Jiua |

- Das von Constantin Brâncusi 1937-38 geschaffene Denkmal in Târgu Jiu. Welt der Form. Pristupljeno 22. lipnja 2025.(njem.)
- Kiparski ansambl Constantina Brâncușia u Târgu Jiu. Radio Romana International. Pristupljeno 22. lipnja 2025.(njem.)